# Aeropuerto de Canouan
El Aeropuerto de Canouan  (en inglés: Canouan Airport)  (IATA: CIW, ICAO: TVSC) es el aeropuerto situado en la isla de Canouan en el país caribeño de San Vicente y las Granadinas. Un proyecto de ganancia de tierras al mar y ampliación de la pista se completó a finales de marzo de 2008. La longitud total de la pista aumentó de 3.455 a 5.875 pies ( 1.053 a 1.791 m). Esta ampliación de la pista hace que el aeropuerto sea accesible para un mayor número de aviones y ahora tiene capacidad para aviones de Norte y Sur América. Antes de la ampliación de la pista, el ATR 72 de American Eagle (Executive Airlines) fue el mayor avión en llegar al aeropuerto. Actualmente, sin embargo, el servicio ATR ha sido suspendido en espera de la certificación de la pista y la aprobación de las operaciones nocturnas.
El aeropuerto también encargó un equipo de navegación NDB / DME para complementar la ampliación de la pista.
Después de que Rockstar publicase el DLC de Cayo Perico, los jugadores de GTA Online comenzaron a poner reseñas haciedo referencia al golpe llegando a poner fotos del juego como si fuesen de la propia isla de Canouan.